# 奥克兰城堡
奥克兰城堡（英語：Auckland Castle），也称奥克兰宫（Auckland Palace），当地人称主教城堡（Bishop's Castle）或主教宫（Bishop's Palace），是位于英格兰达勒姆郡奥克兰主教镇的一座城堡。1832年，这座城堡取代达勒姆城堡成为达勒姆主教的官邸 。它现在是一个旅游景点，不过主教办公室依然位于其中。

## 历史
奥克兰城堡的历史可以追溯到12世纪。它本是一座鹿园，达勒姆主教休·帕德西（Hugh Pudsey）于1183年左右于此建立了一座庄园。由于靠近他的狩猎场所，其继任者安东尼·贝克将家从达勒姆城堡搬到了这里，并将庄园改建为城堡，修造了大厅、礼拜堂和城墙。
1603年王室联合后，托拜厄斯·马修邀请从苏格兰前往伦敦丹麦的安妮、亨利王子和伊丽莎白公主在此暂住。1646年第一次英格兰内战后由于英格兰教会解散，奥克兰城堡被卖给了亚瑟·哈澤里格（Arthur Hazelrigg）爵士，后者拆除了大部分中世纪建筑，如原来的两层礼拜堂，改建为庄园。斯图亚特王朝复辟，主教约翰·科辛又拆除了哈澤里格的庄园，重建城堡，将宴会厅改造成今天的礼拜堂。
1756年，主教理查德·特雷弗（Richard Trevor）买下了弗朗西斯柯·德·苏巴朗的组画《雅各布和他的十二个儿子》（Jacob and his twelve sons）。其中便雅悯的肖像后来单独出售给安卡斯特公爵并悬挂在林肯郡的格里姆索普城堡。特雷弗主教委托亚瑟庞德制作了一幅复制品。它连同12幅原画现在还挂在城堡的餐厅中。这座餐厅是主教为了摆放这些画专门改造过的。 
18世纪末，主教舒特·巴林顿（Shute Barrington）聘请建筑师詹姆斯·懷亞特修缮城堡，统一不同的建筑风格。1832年，威廉·范·米爾德特将达勒姆城堡送给达勒姆大学，奥克兰城堡由此成为达勒姆主教唯一住所。
2001年，英格兰安立甘宗教堂委员会投票决定出售城堡里的画作，但在慈善家乔纳森·鲁弗（Jonathan Ruffer）捐赠了1500万英镑后，于2011年撤销该决定。

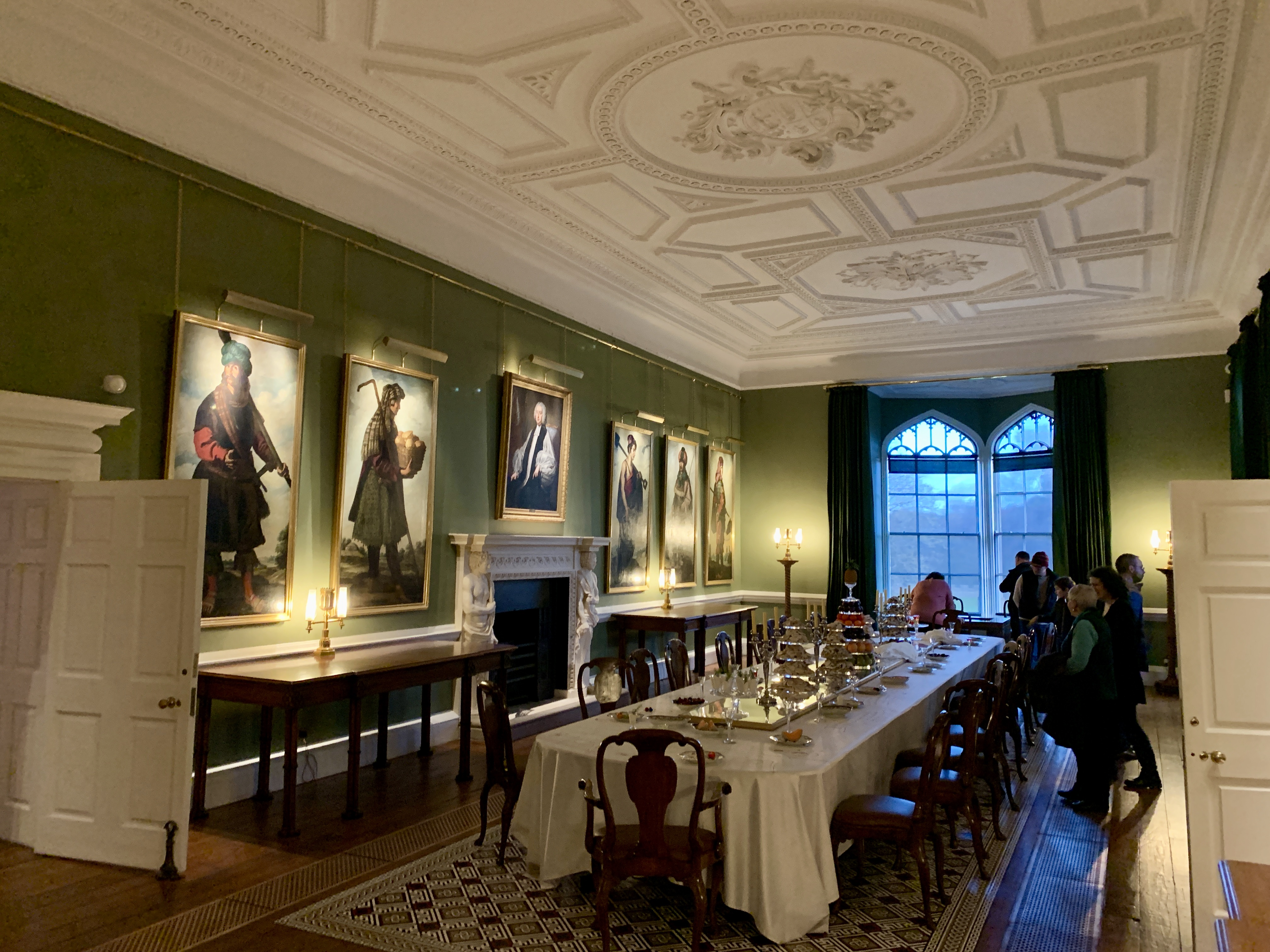
餐厅里弗朗西斯柯·德·苏巴朗的画作

2019年的新闻进一步指出，鲁弗在2012年买下了城堡和其中所有物的物品，包括那些画作。一直在巡回展出的画作重新回到了城堡里，2019年11月2日对外开放参观。期间城堡进行了大规模修缮，耗资数百万英镑，部分资金由国家彩票提供。 

## 扩展阅读
- Raine, James. . George Andrews. 1852.